# Cimitero di Putney Vale
Il cimitero e crematorio di Putney Vale, nel sud-ovest di Londra, si trova a Putney Vale, circondato da Putney Heath, Wimbledon Common e Richmond Park. Si trova all'interno di 47 acri (19 ha) di parco. Il cimitero fu aperto nel 1891 e il crematorio nel 1938. Il cimitero era originariamente disposto su un terreno che apparteneva alla Newlands Farm, fondata nel periodo medievale.
Il cimitero ha due cappelle, una delle quali è una tradizionale cappella della Chiesa d'Inghilterra, mentre l'altra viene utilizzata per funzioni religiose multiconfessionali o non religiose. Ha un grande Giardino della Rimembranza.
Nel cimitero si trovano 87 tombe di guerra del Commonwealth risalenti alla prima guerra mondiale, e 97 alla seconda. Sei decorati con la Victoria Cross sono stati sepolti o cremati qui. Le sepolture sono sparse in tutto il terreno del cimitero ed è stato eretto un muro commemorativo per ricordare i nomi di coloro le cui tombe non sono contrassegnate da lapidi. Anche coloro che sono stati cremati al Putney Vale Crematorium hanno i loro nomi registrati su questi pannelli.

## Sepolture e cremazioni degne di nota

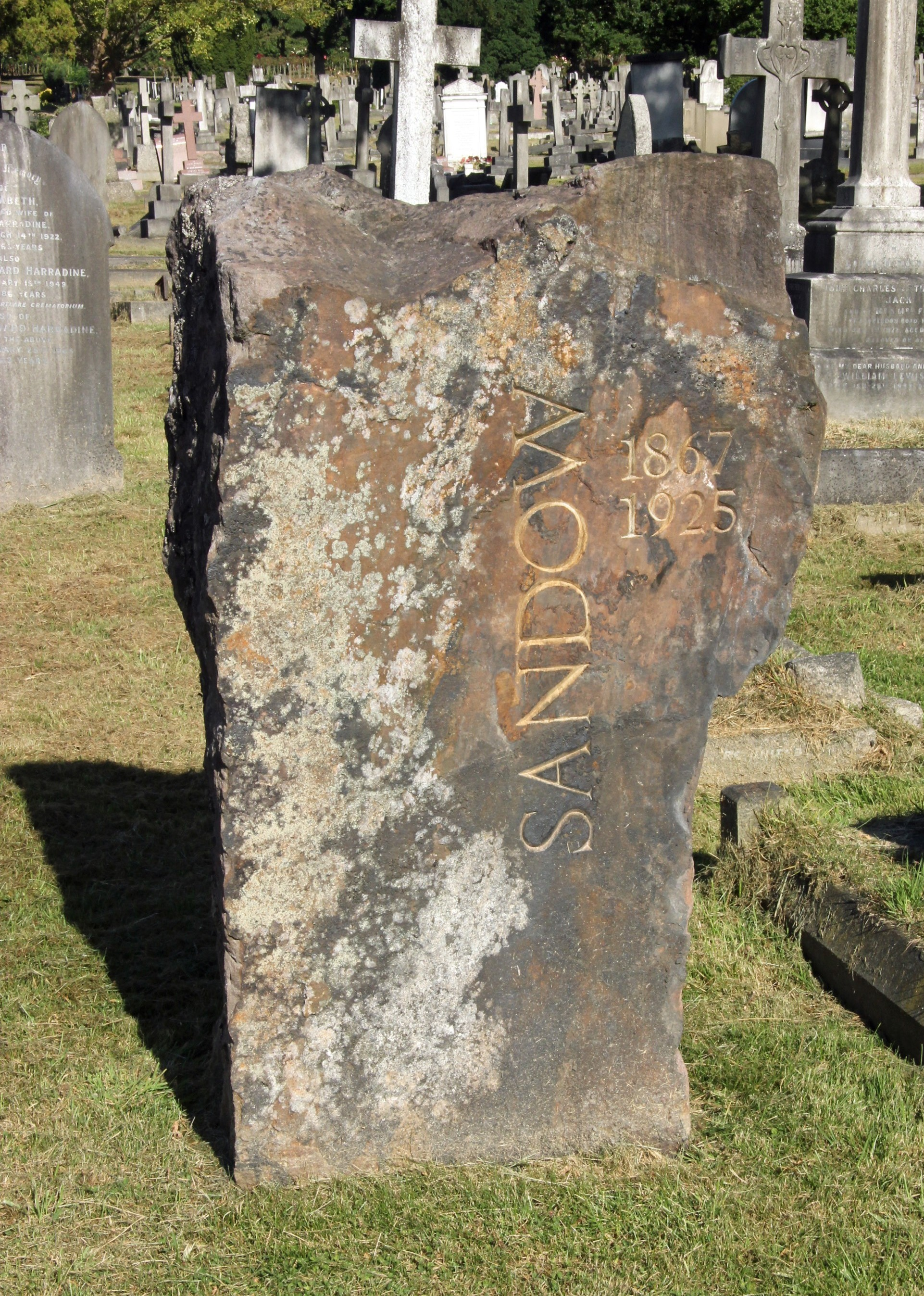
Il memoriale a Eugen Sandow

### A – I
- Ellinor Lily Davenport Adams, giornalista e scrittrice per bambini
- Maggior generale Ernest Alexander, decorato con la Victoria Cross nella Prima guerra mondiale[3]
- Julie Alexander, attrice e modella (cremata)
- Dev Anand, attore cinematografico indiano (cremato, ceneri sparse nel Fiume Godavari, India)
- Peter Arne, attore
- Arthur Askey, comico e attore (cremato)
- Sir Stanley Baker, attore e produttore cinematografico gallese (cremato)
- Peter Bathurst, attore
- Sir Henry George Outram Bax-Ironside, diplomatico, ambasciatore in Venezuela, Cile, Svizzera e Bulgaria
- Robert Beatty, attore (cremato)
- Lady Evelyn Beauchamp (nata Herbert), una delle prime persone a entrare nel tomba di Tutankhamon
- James Beck, attore noto per il ruolo del soldato Joe Walker, nella sitcom della BBC Dad's Army (cremato)
- Ammiraglio Charles Beresford, qui inumato dopo i funerali di stato tenuti alla Cattedrale di San Paolo[4]
- John Bindon, attore
- Maggiore generale Charles Blackader, generale della prima guerra mondiale
- Lillian Board, atleta (cremata)
- Reginald Bosanquet, giornalista televisivo
- William Boulter, decorato con la Victoria Cross nella prima guerra mondiale (cremato)
- Harry Cunningham Brodie, deputato per Reigate (1906-1910) e maggiore nel Middlesex Yeomanry
- Kate Carney, cantante e comico da music-hall
- Howard Carter, archeologo ed egittologo, noto come scopritore principale della tomba di Tutankhamon
- Michael Coles, attore
- Ammiraglio Herbert Charles Campbell da Costa, ufficiale della Royal Navy nella Prima guerra mondiale
- Alain de Cadenet, pilota automobilistico
- Sandy Denny, cantante, compositore e membro dei Fairport Convention
- Henry Fielding Dickens, avvocato, l'ottavo dei 10 figli di Charles Dickens e di sua moglie Catherine[5]
- Clive Dunfee, pilota automobilistico
- Sir Jacob Epstein, scultore
- Sid Field, attore
- Golchin Gilani, poeta iraniano
- Tenente colonnello Harry Greenwood, decorato con la Victoria Cross nella prima guerra mondiale[6]
- Kenelm Lee Guinness, membro della famiglia Guinness, pioniere delle corse motoristiche e imprenditore
- George Dickinson Hadley, gastroenterologo (cremato)
- Tenente colonnello Reginald Hayward, decorato con la Victoria Cross nella prima guerra mondiale (cremato)[7]
- Eugen Hersch, artista e ritrattista i cui soggetti includevano il Presidente Paul von Hindenburg e Joseph Joachim
- Edward Hulton, proprietario di giornali
- James Hunt, campione del mondo di Formula 1 (cremato)
- Samuel Insull, magnate anglo-americano
- Joseph Bruce Ismay, presidente della White Star Line, passeggero dell'RMS Titanic, e la moglie Julia Florence Ismay

### J - Z
- Hattie Jacques, attrice nota per le commedie Carry On e Sykes (cremata).
- Aleksandr Fëdorovič Kerenskij, ex primo ministro russo in esilio e figura chiave nella Rivoluzione russa del 1917[8]
- Sir John Lambert CMG KCVO, militare e diplomatico
- Hazel Lavery, pittrice
- John Lavery, pittore
- David Lean CBE, regista
- Rosa Lewis, proprietaria del Cavendish Hotel, Jermyn Street, nota come "Regina delle cuoche" e "Duchessa di Jermyn Street"[9]
- Daniel Massey, attore canadese-britannico premiato col Golden Globe
- Hilary Minster, attore
- Kenneth More, attore (cremato)
- John Morley, I visconte Morley di Blackburn, OM, politico
- Kenneth Nelson, attore
- Tenente colonnello Henry Dickonson Nightingale, ufficiale dei Royal Marines durante la Seconda guerra anglo-birmana nel 1851–52
- Joe O'Gorman, artista di music hall e fondatore della Variety Artistes' Federation
- Sir William Orpen, KBE, RA, RHA, artista e ritrattista irlandese
- Lance Percival, attore e cantante (cremato)
- Jon Pertwee, attore (cremato)
- Roy Plomley OBE, creatore del più longevo programma radiofonico del mondo, Desert Island Discs, su BBC Radio 4
- Nyree Dawn Porter, attrice (cremata)
- Sir Edward James Reed, ingegnere navale, magnate delle ferrovie e deputato
- George Reid, ex primo ministro d'Australia
- Alfred Joseph Richards, decorato con la Victoria Cross nella prima guerra mondiale
- Sir Ronald Ross, scopritore del ruolo delle zanzare nella trasmissione della malaria
- William Scoresby Routledge, etnografo, antropologo e avventuriero
- Charles Rumney Samson, pioniere dell'aviazione navale
- Eugen Sandow, noto come padre del culturismo moderno
- Tenente colonnello Harry Norton Schofield, decorato con la Victoria Cross nella Seconda guerra boera[10]
- Richard Seaman, pilota automobilistico della Mercedes-Benz, che ancora ne mantiene la tomba
- Vladek Sheybal, attore polacco
- Joan Sims, attrice (cremata)
- C. W. Stephens, architetto, noto per aver progettato l'edificio che ospita i grandi magazzini Harrods
- Edwin Tate, figlio del magnate Henry Tate
- Vesta Tilley, nata Matilda Alice Powles, drag king conosciuta in Gran Bretagna e Stati Uniti.